# 박은지 (가수)
박은지(朴銀㩼, 1988년 9월 27일~)는 대한민국의 전 가수로서 나인뮤지스의 멤버로 활동했다.

## 학력
- 전주중산초등학교 (졸업)
- 전주근영여자중학교 (졸업)
- 전주기전여자고등학교 (졸업)
- 건국대학교 연기학과 (졸업)

## 출연 작품

### 예능
- 2006년 KBS '서바이벌 스타오디션'
- 2010년 KBS 천하무적 야구단 서포터즈 2기

### 드라마
- 2010년 SBS 《검사 프린세스》 - 검사실 소속 실무관 역

## 광고
- 롯데 의성마늘햄
- 하나로텔레콤
- 농심 포테토밀
- 유한킴벌리 화이트

## 가족 관계
- 배우자: 신영욱
  - 딸: 신신아 (2020년 6월 15일 ~ )